# 燕山外史
《燕山外史》，清朝乾隆時浙江嘉興陳球著，共八卷，三萬一千餘言，全書含自序皆四六偶句。是中國小說史上僅有的中長篇駢文小說。
故事內容源自馮夢楨所撰《窦生传》，叙述明朝永乐年間嘉興書生竇繩祖，祖籍燕山（書名即取自此）。某日因避雨而走入绣州（今浙江嘉兴）女子李愛姑家，竇生一見傾心，“顿起天缘之想”，但爱姑守身如玉，一開始拒绝他。竇生遂相思成疾，形銷骨立。愛姑大受感動，後兩人同居。不久，竇父迫令就婚淄川宦族，兩人遂絕去。愛姑在淒苦絕望中，被金陵鹽商以假書騙娶，愛姑以死相脅，商人只好作罢，放她離去。爱姑被鸨母哄入妓院，爱姑拒不应客。幸得窦生之友马遴相助，回到竇生身邊，竇妻骄横妬悍，虐待爱姑。竇生只得帶愛姑出走，途中恰逢唐赛儿起义，作者形容當時的社會“三年两歉，十室九空。石壕之吏频呼，监门之图孰绘。”兩人再度被迫離異。爱姑被一老尼收留，寄迹沙门。竇生輾轉回到故鄉，家產已為族兄耗盡，家道中落，其妻不安贫贱，“衅起房帏”，又與“里中厮役”有染，窦生只好休妻。這時愛姑又回到竇生身邊，爱姑理机织布，助竇生苦读。三年後竇生赴試，取得功名，累迁至山东巡抚。這時马遴因为仗义复仇，被官府追捕，只好削髮为僧，為竇生收留。在马遴的主張下，二人終於結為連理。婚後爱姑生下一男，雇一乳妇，正是窦生前妻。後來前妻又与奚奴私通，並打算告发窦生窝藏要犯马遴。此舉為一婢女揭發，马遴一怒之下，殺死這對淫妇奸夫。事發後窦生入獄，因朝臣解救，得以免祸复官。竇生移督盐漕，有殊多惠绩。又因触忤权臣，被贬谪遠郡，历五载不迁，終於心灰意懒，后遂归隐。最後與愛姑雙雙成仙而去。故事同時非議封建禮教和程朱理學，並揭露專制政治黑暗面。书成之時，陈球約已老年。
魯迅將此書列為“才學小說”，但整體評價不高。鲁迅評其“语必四六，随处拘牵；状物叙情，俱失生气”，有一定的道理。其内容平庸，落入才子佳人小说之俗套；艺术上亦不成功，整體劇情平鋪直敘，埋伏、倒叙、伏笔等小说技巧幾乎闕如。這與駢文本身的設限有關，特別是人物对话根本不能自由發揮，如文中母女對白：“媪曰：‘少安无躁。’女曰：‘且住为佳。’”為了湊合四六文體，讀來實在彆扭，且意猶未盡。從唐代张鷟的《游仙窟》到《燕山外史》以來，以四六体写小说的试验並不成功。
《燕山外史》一书約成书於清代嘉庆中，最早有清嘉慶十六年（1811年）刻本，為二卷本，中國北京師範大學圖書館藏有嘉慶十六年小蓬山館刻本。另有三陋居藏版本、芸香堂藏版本。還有光绪五年上海广益书局石印本、光绪三十二年江左书局石印本等。